# Travelcard

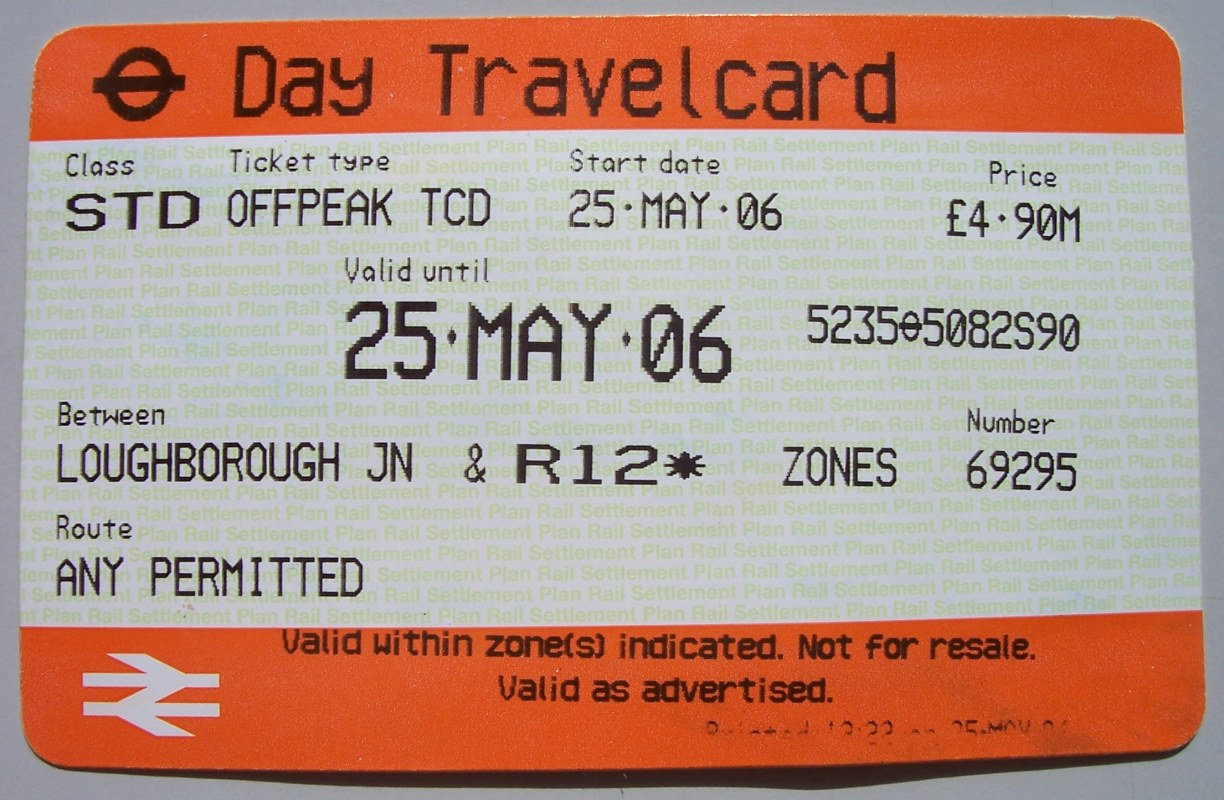
Una London Travelcard valida per un giorno

Una travelcard è un biglietto di trasporto intermodale, valido per un periodo di tempo variabile da un giorno ad un anno, che può essere usato sulla maggior parte dei trasporti pubblici di Londra. Il biglietto è emesso dalle rivendite Transport for London e National Rail ed usato sui treni appartenenti ai due organismi.

## Storia
Prima dell'introduzione della Travelcard, coloro che viaggiavano nella Greater London erano obbligati a pagare un biglietto ogni volta che cambiavano mezzo di trasporto passando dai Bus della London Transport ai treni della Metropolitana. Questo comportava ritardi dovuti alla necessità di comprare un nuovo biglietto ogni volta che si cambiava mezzo pubblico. 
L'introduzione di un unico biglietto integrato fu una delle promesse fatte nel 1981, dall'amministrazione del Greater London Council retta dal partito laburista. Il suo capo Ken Livingstone lanciò lo slogan "Solo un biglietto", introducendo la Travelcard, un unico biglietto da usare su tutti i treni e gli autobus in servizio nella Greater London. Esso aveva la funzione di facilitare i viaggiatori sia in termini di minore durata del viaggio che in un discreto risparmio sulle tariffe dei servizi. La riduzione del prezzo venne considerata illegale ma l'integrazione dei servizi fu un successo e venne poi estesa, negli anni ottanta e novanta, ai nuovi servizi entrati in funzione nell'area della Greater London. 
Dal 1985, vi furono due tipi di biglietto: la Travelcard vera e propria, che dava accesso soltanto ai Bus di Londra e alla Metropolitana, e la Capitalcard che dava accesso anche ai servizi locali della British Rail. Nel 1989 la Travelcard sostituì definitivamente la Capitalcard, divenendo così il mezzo completo per viaggiare nella Greater London utilizzando un solo biglietto.
Il sistema originario delle Zone venne principalmente mantenuto ai dintorni della Greater London. La designazione delle Zone venne realizzata con numeri e lettere, e mentre per le zone più esterne gli autobus ignorarono la lettera, la British Rail e la Metropolitana tennero conto anche delle lettere. Ad esempio una Travelcard o Capitalcard valida nella zona 3a (ma non 3b o 3c) era valida sugli autobus nelle Zone 3a, 3b e 3c ma solamente nella zona 3a quando usata sui servizi su binario.

## Tipologie di trasporto
Una Travelcard consente al possessore di usare i seguenti mezzi di trasporto pubblico nel perimetro della Greater London:
- London Buses, compresi alcuni servizi terminanti al di fuori della Greater London[1]
- Metropolitana di Londra
- London Overground
- Docklands Light Railway
- National Rail ad eccezione dell'Heathrow Express[2]
- Tramlink

La Travelcard da inoltre diritto ad ottenere il 33% di sconto su alcuni servizi del London River Services.

## Validità
Le Travelcard vengono emesse per periodi di uno o sette giorni, ma anche per periodi di un mese o un anno. Essa è valida per tutti i viaggi iniziati entro le 4,30 del giorno successivo a quello di scadenza indicato sulla carta. 
Le carte da un giorno possono essere acquistate nella versione peak (ore di punta) e off-peak (fuori dall'ora di punta). La versione peak può essere adoperata in qualunque orario mentre quella off-peak può essere usata in qualunque orario il sabato, la domenica e nelle altre festività, ma soltanto dopo le ore 9,30 nei giorni dal lunedì al venerdì. La Travelcard off-peak è normalmente scontata del 50% rispetto alla tariffa piena. La Travelcard emessa per sette giorni o più, consente di viaggiare a qualunque orario.

## PapereOyster
Quando acquistata ad una stazione della Metropolitana o altro venditore autorizzato, la Travelcard giornaliera viene emessa sotto forma di biglietto cartaceo dotato di banda magnetica, mentre quella della durata di sette giorni o più viene emessa come Oyster Card; se la settimanale è richiesta al piano binari National Rail viene emessa in forma cartacea e dà diritto a scontistica presso attrazioni con la formula '2for1'.

## Le zone
La Travelcard consente il viaggio in sei zone concentriche rispetto alla Central London. Con essa si può viaggiare dalla Zona 1 (che comprende l'area centrale della The City ed il West End) alla Zona 6 (comprendente London Heathrow Airport e luoghi come Uxbridge, Upminster e Orpington) all'altro limite dell'area (Travelcard zones map on TfL website). Esistono anche addizionali zone costrassegnate da lettere, A, B, C, e D per la Metropolitan Line di Moor Park, che sono comunque assorbite dalle Zone 7, 8, e 9 correlate ai servizi della London Overground (anche se occorre notare che la stazione di Watford Junction è fuori dalla Zona 9).
Le zone vengono usate in modi differenti a seconda della tipologia di trasporto utilizzato:
| Modo          | Validità                                                      |
| ------------- | ------------------------------------------------------------- |
| Metropolitana | soltanto entro le zone indicate nel biglietto                 |
| DLR           | soltanto entro le zone indicate nel biglietto                 |
| National Rail | soltanto entro le zone indicate nel biglietto                 |
| London Buses  | qualsiasi Travelcard su qualunque rotta                       |
| Tramlink      | ogni Travelcard valida nelle Zone 3, 4, 5, o 6, su ogni rotta |

### Combinazioni di zone
Le Travelcard vengono vendute in un limitato numero di combinazioni di Zone adiacenti ed in funzione dell'orario e della durata della validità. Non esistono Travelcard per una sola Zona. 
| Validità                             | Combinazioni Peak                                                                                            | Combinazioni Off-peak (soltanto biglietti da un giorno) |
| ------------------------------------ | --- | ------------------------------------------------------- |
| 1 giorno                             | 1-2, 1-3, 1-4, 1-5, 1-6, 1-9, 2-6, 2-9                                                                       | 1-2, 1-4, 1-6, 1-9, 2-6, 2-9                            |
| 3 giorni                             | 1-2, 1-6 | 1-6                                                     |
| Settimanale o per periodi più lunghi | 1-2, 1-3, 1-4, 1-5, 1-6, 1-7, 1-8, 1-9, 2-3, 2-4, 2-5, 2-6, 2-7, 2-9, 3-4, 3-5, 3-6, 4-5, 4-6, 4-7, 4-9, 5-6 | n/a                                                     |

## Eccezioni
Alcune tipologie di trasporti pubblici di Londra non accettano la Travelcard. Fra i più importanti sono l'Heathrow Express per l'Aeroporto di Heathrow, che non fa parte dello schema della Travelcard anche se opera entro i confini delle Zone. Le Travelcard sono accettate fra Paddington e Hayes & Harlington dell'Heathrow Connect ma non fra Hayes e Heathrow. 
I servizi di battelli operanti sul Tamigi, non sono completamente integrati nello schema Travelcard. Comunque essi offrono uno sconto del 33% ai possessori di Travelcard.

## Fuori dalla Greater London

### Travelcard
Vi sono vari servizi al di fuori della Greater London, sui quali è valida la Travelcard:
| Eccezioni                                                                                            | Tariffa                                      |
| --- | -------------------------------------------- |
| Sei stazioni della Linea Central ubicate nel distretto di Epping Forest, Essex (e due nei sobborghi) | inclusi nelle Zone 4, 5 e 6                  |
| Sette stazioni della Metropolitan Line nell'Hertfordshire e nel Buckinghamshire                      | comprese nelle Zone secondarie 7, 8 e 9      |
| Tre stazioni della London Overground nell'Hertfordshire                                              | comprese nelle zone secondarie 7 e 8         |
| Quattordici stazioni del National Rail fuori dalla Greater London                                    | incluse nelle Zone 5 e 6                     |
| Alcuni servizi di London Buses che attraversano i sobborghi della Greater London                     | valide tutte le Travelcard su tutte le rotte |

### Biglietti combinati
Da zone site all'esterno della Greater London, possono essere acquistati biglietti di andata e ritorno della National Rail, comprensivi di un biglietto Travelcard della validità di un giorno. Questi comprendono un viaggio di andate e ritorno in giornata e l'uso del servizio pubblico di Londra fino alle 4,30 del giorno successivo a quello dell'emisiione. Esistono comunque alcune incertezze sull'uso della residua validità della Travelcard dopo il ritorno. Sul manuale della National Fares si dice semplicemente che "occorre trattenere i biglietti per poter viaggiare sugli autobus del London service che operano al di fuori dell'area della London Fare Zones", ma non da alcuna indicazione su altri servizi. Un'altra parte del manuale dice che i biglietti sono validi "attraverso le Zone Travelcard selezionate [...] per ogni viaggio che inizi prima delle 04,30 del giorno successivo".
I biglietti stagionali della National Rail possono includere anche una validità per la Travelcard.

## Estensioni
Quando si viaggia al di fuori della validità zonale di un biglietto cartaceo Travelcard, è possibile acquistare un biglietto di estensione. Se esso viene caricato su di una Oyster Card la tariffa aggiuntiva, leggermente scontata, viene automaticamente dedotta dal pagamento anticipato della card.
Viaggiando sulle linee delle ferrovie principali ad di fuori della validità della Travelcard, i possessori posso acquistare un biglietto integrativo sensibilmente più economico di quello intero per percorrere la distanza. Questi biglietti sono detti Boundary Zone N dalla stazione di partenza. Essi non sono acquistabili dalle macchinette automatiche in quanto occorre dimostrare il possesso della Travelcard all'operatore della biglietteria. Essi sono spesso di difficile acquisto al di fuori delle stazioni del National Rail site all'esterno dell'area della London Zones. 
Un'eccezione è fatta per le Travelcard season tickets (7 giorni o più) che consentono di acquistare un biglietto per il treno sulla base della prima stazione coperta dalla Travelcard, senza alcuna restrizione se il treno non ferma a quella stazione. Per esempio: se un viaggiatore ha un biglietto della Zona 1-3 Travelcard e desidera acquistare un biglietto da Guildford a London Waterloo egli deve soltanto acquistare un biglietto da Guildford a Wimbledon visto che Wimbledon è la prima stazione rientrante nella Zona 3. Questo è vero anche se il treno non ferma alla stazione di Wimbledon.

## Photocards
Le Photocards sono delle carte di plastica contenenti una foto del possessore. Quando certi biglietti vengono acquistati, essi vengono caricati sulla card in modo che possano essere utilizzati soltanto da quella persona. Questo è richiesto soltanto per le Travelcard di durata sette o più giorni sulle linee National Rail fuori Londra, o sulle Travelcard di durata mensile o più. Le Weekly Travelcard emesse su formato cartaceo dalle stazioni della National Rail non richiedono più una photocard (nell'ambito delle zone 1-6), anche molte delle macchine di biglietteria automatica non sono ancora state aggiornate. Nell'acquistare una weekly Travelcard dalle macchine automatiche, viene chiesto di inserire il numero della propria photocard e basta inserire un numero come "000000" per avere l'emissione del biglietto. 
Sono disponibili speciali photocard scontate, come per gli studenti. 

## Sconti
Le Travelcard con validità di un mese o superiore, emesse dalla National Rail, possono avere, in funzione dell'operatore emittente della carta, degli sconti in sede di rinnovo in funzione di malfunzionamenti del servizio. Esistono due possibilità di controllo di questi eventi legate al numero di treni cancellati o in ritardo oltre una certa soglia. Al momento del rinnovo è possibile fruire di uno sconto che può andare dal 5% al 10%, se entrambi i parametri hanno superato la soglia.